# 451 Via della Letteratura della Scienza e dell'Arte
451 Via della Letteratura, della Scienza e dell'Arte è una rivista mensile, cartacea e online, che dal dicembre del 2010 prosegue in una nuova veste l'opera de la Rivista dei Libri, edizione italiana - chiusa nel giugno dello stesso anno dopo una storia ventennale - della statunitense The New York Review of Books.
La rivista fa riferimento alla formula di The New York Review of Books, di cui pubblica la traduzione degli articoli insieme a contributi di studiosi italiani. Gli articoli di 451 - evidente riferimento al romanzo Fahrenheit 451 di Ray Bradbury, trasposto in film da François Truffaut - offrono delle analisi dei vari argomenti trattati prendendo spunto da una recente o imminente uscita editoriale, da una mostra, da un film o da un evento di politica interna o internazionale.
La rivista ha anche una versione online con le edizioni video di alcuni articoli, con la collaborazione della  casa di produzione cinematografica Kamel Film.
Il direttore della rivista è Gianfranco Pasquino e fra i collaboratori italiani si ricordano Giorgio Celli, Andrea Segrè, Ugo Dotti, Claudio Giunta e Franco Petroni, oltre agli altri docenti ed intellettuali, già autori de la Rivista dei Libri.